# Формула-1 — Чемпіонат 2000
Формула-1 2000 року — сезон чемпіонату світу з автоперегонів у класі Формула-1, який проводився під егідою FIA. Чемпіонат відбувся у період з березня по жовтень та складався з 17 Гран-прі. Сезон розпочався на Гран-прі Австралії 12 березня та закінчився на Гран-прі Малайзії 22 жовтня. Міхаель Шумахер здобув свій третій титул із семи, а його команда виборола Кубок конструкторів.

## Команди та пілоти
Наступні команди та пілоти брали участь у Чемпіонаті світу 2000 року. Постачальник шин для всіх команд —  Bridgestone.
| Команда                        | Конструктор        | Шасі       | Двигун                | №  | Пілот                  | Гран-прі |
| ------------------------------ | ------------------ | ---------- | --------------------- | -- | ---------------------- | -------- |
| West McLaren Mercedes          | McLaren-Mercedes   | MP4/15     | Mercedes FO110J       | 1  | Міка Гаккінен          | Всі      |
| West McLaren Mercedes          | McLaren-Mercedes   | MP4/15     | Mercedes FO110J       | 2  | Девід Култгард         | Всі      |
| Scuderia Ferrari Marlboro      | Ferrari            | F1-2000    | Ferrari 049           | 3  | Міхаель Шумахер        | Всі      |
| Scuderia Ferrari Marlboro      | Ferrari            | F1-2000    | Ferrari 049           | 4  | Рубенс Баррікелло      | Всі      |
| Benson & Hedges Jordan         | Jordan-Mugen-Honda | EJ10 EJ10B | Mugen-Honda MF-301 HE | 5  | Гайнц-Гаральд Френтцен | Всі      |
| Benson & Hedges Jordan         | Jordan-Mugen-Honda | EJ10 EJ10B | Mugen-Honda MF-301 HE | 6  | Ярно Труллі            | Всі      |
| Jaguar Racing F1 Team          | Jaguar-Cosworth    | R1         | Cosworth CR-2         | 7  | Едді Ірвайн            | Всі      |
| Jaguar Racing F1 Team          | Jaguar-Cosworth    | R1         | Cosworth CR-2         | 7  | Лучано Бурті           | 10       |
| Jaguar Racing F1 Team          | Jaguar-Cosworth    | R1         | Cosworth CR-2         | 8  | Джонні Герберт         | Всі      |
| BMW WilliamsF1 Team            | Williams-BMW       | FW22       | BMW E41               | 9  | Ральф Шумахер          | Всі      |
| BMW WilliamsF1 Team            | Williams-BMW       | FW22       | BMW E41               | 10 | Дженсон Баттон         | Всі      |
| Mild Seven Benetton Playlife   | Benetton-Playlife  | B200       | Playlife FB02         | 11 | Джанкарло Фізікелла    | Всі      |
| Mild Seven Benetton Playlife   | Benetton-Playlife  | B200       | Playlife FB02         | 12 | Александр Вюрц         | Всі      |
| Gauloises Prost Peugeot        | Prost-Peugeot      | AP03       | Peugeot A20           | 14 | Жан Алезі              | Всі      |
| Gauloises Prost Peugeot        | Prost-Peugeot      | AP03       | Peugeot A20           | 15 | Нік Гайдфельд          | Всі      |
| Red Bull Sauber Petronas       | Sauber-Petronas    | C19        | Petronas SPE 04A      | 16 | Педру Дініс            | Всі      |
| Red Bull Sauber Petronas       | Sauber-Petronas    | C19        | Petronas SPE 04A      | 17 | Міка Сало              | Всі      |
| Arrows F1 Team                 | Arrows-Supertec    | A21        | Supertec FB02         | 18 | Педро де ла Роса       | Всі      |
| Arrows F1 Team                 | Arrows-Supertec    | A21        | Supertec FB02         | 19 | Йос Ферстаппен         | Всі      |
| Telefónica Minardi Fondmetal   | Minardi-Fondmetal  | M02        | Fondmetal RV10        | 20 | Марк Жене              | Всі      |
| Telefónica Minardi Fondmetal   | Minardi-Fondmetal  | M02        | Fondmetal RV10        | 21 | Ґастон Маццакане       | Всі      |
| Lucky Strike Reynard BAR Honda | BAR-Honda          | 002        | Honda RA000E          | 22 | Жак Вільнев            | Всі      |
| Lucky Strike Reynard BAR Honda | BAR-Honda          | 002        | Honda RA000E          | 23 | Рікарду Зонта          | Всі      |
| Джерело:                       |                    |            |                       |    |                        |          |

- Усі двигуни були в конфігурації V10 з робочим об’ємом 3,0 л.[4]

## Календар
| №        | Гран-прі                  | Траса                                        | Дата       |
| -------- | ------------------------- | -------------------------------------------- | ---------- |
| 1        | Гран-прі Австралії        | Альберт-Парк, Мельбурн                       | 12 березня |
| 2        | Гран-прі Бразилії         | Інтерлагус, Сан-Паулу                        | 26 березня |
| 3        | Гран-прі Сан-Марино       | Автодром Енцо та Діно Феррарі, Імола         | 9 квітня   |
| 4        | Гран-прі Великої Британії | Автодром Сільверстоун, Сільверстоун          | 23 квітня  |
| 5        | Гран-прі Іспанії          | Каталунья, Монмало                           | 7 травня   |
| 6        | Гран-прі Європи           | Нюрбургринг, Нюрбург                         | 21 травня  |
| 7        | Гран-прі Монако           | Міська траса Монте-Карло, Монте-Карло        | 4 червня   |
| 8        | Гран-прі Канади           | Автодром імені Жиля Вільнева, Монреаль       | 18 червня  |
| 9        | Гран-прі Франції          | Невер Маньї-Кур, Маньї-Кур                   | 2 липня    |
| 10       | Гран-прі Австрії          | А1-Ринг, Шпільберг                           | 16 липня   |
| 11       | Гран-прі Німеччини        | Гоккенгаймринг, Гоккенгайм                   | 30 липня   |
| 12       | Гран-прі Угорщини         | Хунгароринг, Модьород                        | 13 серпня  |
| 13       | Гран-прі Бельгії          | Спа-Франкоршам, Спа                          | 27 серпня  |
| 14       | Гран-прі Італії           | Автодром Монца, Монца                        | 10 вересня |
| 15       | Гран-прі США              | Індіанаполіс Мотор Спідвей, Спідвей, Індіана | 24 вересня |
| 16       | Гран-прі Японії           | Міжнародний автодром Судзука, Судзука        | 8 жовтня   |
| 17       | Гран-прі Малайзії         | Міжнародний автодром Сепанг, Сепанг          | 22 жовтня  |
| Джерело: |                           |                                              |            |

## Результати та положення в заліках

### Гран-прі
| №        | Гран-прі                  | Поул-позиція      | Швидке коло       | Переможець        | Конструктор      | Звіт |
| -------- | ------------------------- | ----------------- | ----------------- | ----------------- | ---------------- | ---- |
| 1        | Гран-прі Австралії        | Міка Гаккінен     | Рубенс Баррікелло | Міхаель Шумахер   | Ferrari          | Звіт |
| 2        | Гран-прі Бразилії         | Міка Гаккінен     | Міхаель Шумахер   | Міхаель Шумахер   | Ferrari          | Звіт |
| 3        | Гран-прі Сан-Марино       | Міка Гаккінен     | Міка Гаккінен     | Міхаель Шумахер   | Ferrari          | Звіт |
| 4        | Гран-прі Великої Британії | Рубенс Баррікелло | Міка Гаккінен     | Девід Култгард    | McLaren-Mercedes | Звіт |
| 5        | Гран-прі Іспанії          | Міхаель Шумахер   | Міка Гаккінен     | Міка Гаккінен     | McLaren-Mercedes | Звіт |
| 6        | Гран-прі Європи           | Девід Култгард    | Міхаель Шумахер   | Міхаель Шумахер   | Ferrari          | Звіт |
| 7        | Гран-прі Монако           | Міхаель Шумахер   | Міка Гаккінен     | Девід Култгард    | McLaren-Mercedes | Звіт |
| 8        | Гран-прі Канади           | Міхаель Шумахер   | Міка Гаккінен     | Міхаель Шумахер   | Ferrari          | Звіт |
| 9        | Гран-прі Франції          | Міхаель Шумахер   | Девід Култгард    | Девід Култгард    | McLaren-Mercedes | Звіт |
| 10       | Гран-прі Австрії          | Міка Гаккінен     | Девід Култгард    | Міка Гаккінен     | McLaren-Mercedes | Звіт |
| 11       | Гран-прі Німеччини        | Девід Култгард    | Рубенс Баррікелло | Рубенс Баррікелло | Ferrari          | Звіт |
| 12       | Гран-прі Угорщини         | Міхаель Шумахер   | Міка Гаккінен     | Міка Гаккінен     | McLaren-Mercedes | Звіт |
| 13       | Гран-прі Бельгії          | Міка Гаккінен     | Рубенс Баррікелло | Міка Гаккінен     | McLaren-Mercedes | Звіт |
| 14       | Гран-прі Італії           | Міхаель Шумахер   | Міка Гаккінен     | Міхаель Шумахер   | Ferrari          | Звіт |
| 15       | Гран-прі США              | Міхаель Шумахер   | Девід Култгард    | Міхаель Шумахер   | Ferrari          | Звіт |
| 16       | Гран-прі Японії           | Міхаель Шумахер   | Міка Гаккінен     | Міхаель Шумахер   | Ferrari          | Звіт |
| 17       | Гран-прі Малайзії         | Міхаель Шумахер   | Міка Гаккінен     | Міхаель Шумахер   | Ferrari          | Звіт |
| Джерело: |                           |                   |                   |                   |                  |      |

### Пілоти
Очки отримують перші шість пілотів.
| Позиція | 1-ша | 2-га | 3-тя | 4-та | 5-та | 6-та |
| Очки    | 10   | 6    | 4    | 3    | 2    | 1    |

| Поз.     | Пілот                  | АВС  | БРА  | СМР  | ВЕЛ  | ІСП  | ЄВР  | МОН  | КАН  | ФРА  | АВТ  | НІМ  | УГО  | БЕЛ  | ІТА  | США  | ЯПО  | МАЛ  | Очки |
| -------- | ---------------------- | ---- | ---- | ---- | ---- | ---- | ---- | ---- | ---- | ---- | ---- | ---- | ---- | ---- | ---- | ---- | ---- | ---- | ---- |
| 1        | Міхаель Шумахер        | 1    | 1    | 1    | 3    | 5    | 1    | Схід | 1    | Схід | Схід | Схід | 2    | 2    | 1    | 1    | 1    | 1    | 108  |
| 2        | Міка Гаккінен          | Схід | Схід | 2    | 2    | 1    | 2    | 6    | 4    | 2    | 1    | 2    | 1    | 1    | 2    | Схід | 2    | 4    | 89   |
| 3        | Девід Култгард         | Схід | ДСК  | 3    | 1    | 2    | 3    | 1    | 7    | 1    | 2    | 3    | 3    | 4    | Схід | 5    | 3    | 2    | 73   |
| 4        | Рубенс Баррікелло      | 2    | Схід | 4    | Схід | 3    | 4    | 2    | 2    | 3    | 3    | 1    | 4    | Схід | Схід | 2    | 4    | 3    | 62   |
| 5        | Ральф Шумахер          | 3    | 5    | Схід | 4    | 4    | Схід | Схід | 14†  | 5    | Схід | 7    | 5    | 3    | 3    | Схід | Схід | Схід | 24   |
| 6        | Джанкарло Фізікелла    | 5    | 2    | 11   | 7    | 9    | 5    | 3    | 3    | 9    | Схід | Схід | Схід | Схід | 11   | Схід | 14   | 9    | 18   |
| 7        | Жак Вільнев            | 4    | Схід | 5    | 16†  | Схід | Схід | 7    | 15†  | 4    | 4    | 8    | 12   | 7    | Схід | 4    | 6    | 5    | 17   |
| 8        | Дженсон Баттон         | Схід | 6    | Схід | 5    | 17†  | 10†  | Схід | 11   | 8    | 5    | 4    | 9    | 5    | Схід | Схід | 5    | Схід | 12   |
| 9        | Гайнц-Гаральд Френтцен | Схід | 3    | Схід | 17†  | 6    | Схід | 10†  | Схід | 7    | Схід | Схід | 6    | 6    | Схід | 3    | Схід | Схід | 11   |
| 10       | Ярно Труллі            | Схід | 4    | 15†  | 6    | 12   | Схід | Схід | 6    | 6    | Схід | 9    | 7    | Схід | Схід | Схід | 13   | 12   | 6    |
| 11       | Міка Сало              | ДСК  | НС   | 6    | 8    | 7    | Схід | 5    | Схід | 10   | 6    | 5    | 10   | 9    | 7    | Схід | 10   | 8    | 6    |
| 12       | Йос Ферстаппен         | Схід | 7    | 14   | Схід | Схід | Схід | Схід | 5    | Схід | Схід | Схід | 13   | 15   | 4    | Схід | Схід | 10   | 5    |
| 13       | Едді Ірвайн            | Схід | Схід | 7    | 13   | 11   | Схід | 4    | 13   | 13   | Від  | 10   | 8    | 10   | Схід | 7    | 8    | 6    | 4    |
| 14       | Рікарду Зонта          | 6    | 9    | 12   | Схід | 8    | Схід | Схід | 8    | Схід | Схід | Схід | 14   | 12   | 6    | 6    | 9    | Схід | 3    |
| 15       | Александр Вюрц         | 7    | Схід | 9    | 9    | 10   | 12†  | Схід | 9    | Схід | 10   | Схід | 11   | 13   | 5    | 10   | Схід | 7    | 2    |
| 16       | Педро де ла Роса       | Схід | 8    | Схід | Схід | Схід | 6    | НС   | Схід | Схід | Схід | 6    | 16   | 16   | Схід | Схід | 12   | Схід | 2    |
| —        | Джонні Герберт         | Схід | Схід | 10   | 12   | 13   | 11†  | 9    | Схід | Схід | 7    | Схід | Схід | 8    | Схід | 11   | 7    | Схід | 0    |
| —        | Педру Дініс            | Схід | НС   | 8    | 11   | Схід | 7    | Схід | 10   | 11   | 9    | Схід | Схід | 11   | 8    | 8    | 11   | Схід | 0    |
| —        | Марк Жене              | 8    | Схід | Схід | 14   | 14   | Схід | Схід | 16†  | 15   | 8    | Схід | 15   | 14   | 9    | 12   | Схід | Схід | 0    |
| —        | Нік Гайдфельд          | 9    | Схід | Схід | Схід | 16   | Викл | 8    | Схід | 12   | Схід | 12†  | Схід | Схід | Схід | 9    | Схід | Схід | 0    |
| —        | Ґастон Маццакане       | Схід | 10   | 13   | 15   | 15   | 8    | Схід | 12   | Схід | 12   | 11   | Схід | 17   | 10   | Схід | 15   | 13†  | 0    |
| —        | Жан Алезі              | Схід | Схід | Схід | 10   | Схід | 9    | Схід | Схід | 14   | Схід | Схід | Схід | Схід | 12   | Схід | Схід | 11   | 0    |
| —        | Лучано Бурті           |      |      |      |      |      |      |      |      |      | 11   |      |      |      |      |      |      |      | 0    |
| Поз.     | Пілот                  | АВС  | БРА  | СМР  | ВЕЛ  | ІСП  | ЄВР  | МОН  | КАН  | ФРА  | АВТ  | НІМ  | УГО  | БЕЛ  | ІТА  | США  | ЯПО  | МАЛ  | Очки |
| Джерело: |                        |      |      |      |      |      |      |      |      |      |      |      |      |      |      |      |      |      |      |

| Приклад      | Опис                                                              |
| ------------ | ----------------------------------------------------------------- |
| 1            | Переможець                                                        |
| 2            | Друге місце                                                       |
| 3            | Третє місце                                                       |
| 5            | Фінішував у очковій зоні                                          |
| 12           | Фінішував поза очковою зоною                                      |
| НКЛ          | Фінішував, але не класифікований                                  |
| Схід         | Не фінішував і не класифікований                                  |
| НКВ          | Не кваліфікований                                                 |
| НПКВ         | Не передкваліфікований                                            |
| ДСК          | Дискваліфікований                                                 |
| ТТР          | Брав участь тільки в тренуваннях                                  |
| тест         | Тестер по п'ятницях (з 2003 року)                                 |
| НС           | Брав участь у Гран-прі як бойовий пілот, але не стартував у гонці |
| Т            | Травмований чи хворий                                             |
| Викл         | Виключений із протоколу                                           |
| Від          | Відмова від участі                                                |
| НТР          | Не брав участі в тренуваннях                                      |
| НПР          | Не прибув на Гран-прі                                             |
| С            | Гонка скасована                                                   |
|              | Не брав участі                                                    |
| Жирний шрифт | Поул-позиція                                                      |
| Курсив       | Швидке коло                                                       |

Примітки:
- — Пілоти, що не фінішували на Гран-прі, але були класифіковані, оскільки подолали понад 90 % дистанції.

### Конструктори
| Поз.     | Конструктор        | №  | АВС  | БРА  | СМР  | ВЕЛ  | ІСП  | ЄВР  | МОН  | КАН  | ФРА  | АВТ  | НІМ  | УГО  | БЕЛ  | ІТА  | США  | ЯПО  | МАЛ  | Очки |
| -------- | ------------------ | -- | ---- | ---- | ---- | ---- | ---- | ---- | ---- | ---- | ---- | ---- | ---- | ---- | ---- | ---- | ---- | ---- | ---- | ---- |
| 1        | Ferrari            | 3  | 1    | 1    | 1    | 3    | 5    | 1    | Схід | 1    | Схід | Схід | Схід | 2    | 2    | 1    | 1    | 1    | 1    | 170  |
| 1        | Ferrari            | 4  | 2    | Схід | 4    | Схід | 3    | 4    | 2    | 2    | 3    | 3    | 1    | 4    | Схід | Схід | 2    | 4    | 3    | 170  |
| 2        | McLaren-Mercedes   | 1  | Схід | Схід | 2    | 2    | 1    | 2    | 6    | 4    | 2    | 1    | 2    | 1    | 1    | 2    | Схід | 2    | 4    | 152  |
| 2        | McLaren-Mercedes   | 2  | Схід | ДСК  | 3    | 1    | 2    | 3    | 1    | 7    | 1    | 2    | 3    | 3    | 4    | Схід | 5    | 3    | 2    | 152  |
| 3        | Williams-BMW       | 9  | 3    | 5    | Схід | 4    | 4    | Схід | Схід | 14†  | 5    | Схід | 7    | 5    | 3    | 3    | Схід | Схід | Схід | 36   |
| 3        | Williams-BMW       | 10 | Схід | 6    | Схід | 5    | 17†  | 10†  | Схід | 11   | 8    | 5    | 4    | 9    | 5    | Схід | Схід | 5    | Схід | 36   |
| 4        | Benetton-Playlife  | 11 | 5    | 2    | 11   | 7    | 9    | 5    | 3    | 3    | 9    | Схід | Схід | Схід | Схід | 11   | Схід | 14   | 9    | 20   |
| 4        | Benetton-Playlife  | 12 | 7    | Схід | 9    | 9    | 10   | 12†  | Схід | 9    | Схід | 10   | Схід | 11   | 13   | 5    | 10   | Схід | 7    | 20   |
| 5        | BAR-Honda          | 22 | 4    | Схід | 5    | 16†  | Схід | Схід | 7    | 15†  | 4    | 4    | 8    | 12   | 7    | Схід | 4    | 6    | 5    | 20   |
| 5        | BAR-Honda          | 23 | 6    | 9    | 12   | Схід | 8    | Схід | Схід | 8    | Схід | Схід | Схід | 14   | 12   | 6    | 6    | 9    | Схід | 20   |
| 6        | Jordan-Mugen-Honda | 5  | Схід | 3    | Схід | 17†  | 6    | Схід | 10†  | Схід | 7    | Схід | Схід | 6    | 6    | Схід | 3    | Схід | Схід | 17   |
| 6        | Jordan-Mugen-Honda | 6  | Схід | 4    | 15†  | 6    | 12   | Схід | Схід | 6    | 6    | Схід | 9    | 7    | Схід | Схід | Схід | 13   | 12   | 17   |
| 7        | Arrows-Supertec    | 18 | Схід | 8    | Схід | Схід | Схід | 6    | Схід | Схід | Схід | Схід | 6    | 16   | 16   | Схід | Схід | 12   | Схід | 7    |
| 7        | Arrows-Supertec    | 19 | Схід | 7    | 14   | Схід | Схід | Схід | Схід | 5    | Схід | Схід | Схід | 13   | 15   | 4    | Схід | Схід | 10   | 7    |
| 8        | Sauber-Petronas    | 16 | Схід | НС   | 8    | 11   | Схід | 7    | Схід | 10   | 11   | 9    | Схід | Схід | 11   | 8    | 8    | 11   | Схід | 6    |
| 8        | Sauber-Petronas    | 17 | ДСК  | НС   | 6    | 8    | 7    | Схід | 5    | Схід | 10   | 6    | 5    | 10   | 9    | 7    | Схід | 10   | 8    | 6    |
| 9        | Jaguar-Cosworth    | 7  | Схід | Схід | 7    | 13   | 11   | Схід | 4    | 13   | 13   | 11   | 10   | 8    | 10   | Схід | 7    | 8    | 6    | 4    |
| 9        | Jaguar-Cosworth    | 8  | Схід | Схід | 10   | 12   | 13   | 11†  | 9    | Схід | Схід | 7    | Схід | Схід | 8    | Схід | 11   | 7    | Схід | 4    |
| —        | Minardi-Fondmetal  | 20 | 8    | Схід | Схід | 14   | 14   | Схід | Схід | 16†  | 15   | 8    | Схід | 15   | 14   | 9    | 12   | Схід | Схід | 0    |
| —        | Minardi-Fondmetal  | 21 | Схід | 10   | 13   | 15   | 15   | 8    | Схід | 12   | Схід | 12   | 11   | Схід | 17   | 10   | Схід | 15   | 13†  | 0    |
| —        | Prost-Peugeot      | 14 | Схід | Схід | Схід | 10   | Схід | 9    | Схід | Схід | 14   | Схід | Схід | Схід | Схід | 12   | Схід | Схід | 11   | 0    |
| —        | Prost-Peugeot      | 15 | 9    | Схід | Схід | Схід | 16   | Викл | 8    | Схід | 12   | Схід | 12†  | Схід | Схід | Схід | 9    | Схід | Схід | 0    |
| Поз.     | Конструктор        | №  | АВС  | БРА  | СМР  | ВЕЛ  | ІСП  | ЄВР  | МОН  | КАН  | ФРА  | АВТ  | НІМ  | УГО  | БЕЛ  | ІТА  | США  | ЯПО  | МАЛ  | Очки |
| Джерело: |                    |    |      |      |      |      |      |      |      |      |      |      |      |      |      |      |      |      |      |      |

| Приклад      | Опис                                                              |
| ------------ | ----------------------------------------------------------------- |
| 1            | Переможець                                                        |
| 2            | Друге місце                                                       |
| 3            | Третє місце                                                       |
| 5            | Фінішував у очковій зоні                                          |
| 12           | Фінішував поза очковою зоною                                      |
| НКЛ          | Фінішував, але не класифікований                                  |
| Схід         | Не фінішував і не класифікований                                  |
| НКВ          | Не кваліфікований                                                 |
| НПКВ         | Не передкваліфікований                                            |
| ДСК          | Дискваліфікований                                                 |
| ТТР          | Брав участь тільки в тренуваннях                                  |
| тест         | Тестер по п'ятницях (з 2003 року)                                 |
| НС           | Брав участь у Гран-прі як бойовий пілот, але не стартував у гонці |
| Т            | Травмований чи хворий                                             |
| Викл         | Виключений із протоколу                                           |
| Від          | Відмова від участі                                                |
| НТР          | Не брав участі в тренуваннях                                      |
| НПР          | Не прибув на Гран-прі                                             |
| С            | Гонка скасована                                                   |
|              | Не брав участі                                                    |
| Жирний шрифт | Поул-позиція                                                      |
| Курсив       | Швидке коло                                                       |

Примітки:
- — Пілоти, що не фінішували на Гран-прі, але були класифіковані, оскільки подолали понад 90 % дистанції.

## Виноски
1. ↑  Едді Ірвайн брав участь в першій практиці на Гран-прі Австрії, але був змушений відмовитися від подальшої участі через проблеми зі здоров'ям.[1]
2. 1 2  Пілоти McLaren загалом набрали 162 очки, але конструктор не отримав 10 очок за перемогу Гаккінена в Австрії через відсутність пломби FIA на електронному блоці керування.[9]